# فرودگاه جابت
فرودگاه جابت (به انگلیسی: Jabot Airport) یک فرودگاه همگانی با کد یاتا JAT است . این فرودگاه در کشور جزایر مارشال قرار دارد .

## شرکت‌های هواپیمایی و مقصدهای پروازی
| شرکت‌های هواپیمایی        | مقصدهای پروازی |
| ------------------------ | -------------- |
| ال‌ای‌ام موزامبیک ایرلاینز | جهی، وویا      |